# Onur Capin
Onur Capin (Hannover , 1996. július 10. –) német-török származású német korosztályos válogatott labdarúgó, aki jelenleg a Werder Bremen II játékosa.

## Statisztika
2015. augusztus 26-i  állapot szerint.
| Klub             | Szezon           | Bajnokság | Bajnokság | Kupa  | Kupa | Európa | Európa | Összesen | Összesen |
| Klub             | Szezon           | Mérk.     | Gól       | Mérk. | Gól  | Mérk.  | Gól    | Mérk.    | Gól      |
| ---------------- | ---------------- | --------- | --------- | ----- | ---- | ------ | ------ | -------- | -------- |
| Hannover 96 II   | 2013–14          | 4         | 0         | 0     | 0    | –      | –      | 4        | 0        |
| Hannover 96 II   | 2014–15          | 0         | 0         | 0     | 0    | –      | –      | 0        | 0        |
| Hannover 96 II   | Összesen         | 4         | 0         | 0     | 0    | 0      | 0      | 4        | 0        |
| Werder Bremen II | 2014–15          | 23        | 3         | 0     | 0    | –      | –      | 23       | 3        |
| Werder Bremen II | 2015–16          | 1         | 0         | 0     | 0    | –      | –      | 1        | 0        |
| Werder Bremen II | Összesen         | 24        | 3         | 0     | 0    | 0      | 0      | 24       | 3        |
| Karrier összesen | Karrier összesen | 27        | 3         | 0     | 0    | 0      | 0      | 27       | 3        |

## Sikerei, díjai
- Werder Bremen II
  - Regionalliga Nord: 2014-2015